# Mimoides belesis
Mimoides belesis is een vlinder uit de familie van de pages (Papilionidae). De wetenschappelijke naam van de soort is voor het eerst geldig gepubliceerd in 1864 door Henry Walter Bates. Deze naam wordt wel beschouwd als een synoniem van Mimoides ilus subsp. branchus.